# Пацера Віталій Володимирович
Віта́лій Володи́мирович Паце́ра (20 січня 1936 — 28 квітня 2022) — український композитор.

## Життєпис
Народився 1936 року в Улянівці (сучасний Білопільський район, Сумська область). 1956 року закінчив Київське музичне училище по класу теоретичних дисциплін. Входив до складу неформального об'єднання «Київський авангард». 1966 року закінчує Київську консерваторію ім. П. І. Чайковського — по класу Костянтина Данькевича (композиція), Бориса Лятошинського (інструментовка) та Лева Ревуцького (поліфонія).
Працював у Луцькому музичному училищі протягом 1963—1966 років. За розподілом поїхав працювати на Урал, викладав у Пермському музичному училищі, ТЮГу, музичному педагогічному училищі (1967—1980 роки). Того часу виступав на композиторських пленумах в Свердловську, Челябінську, радіо та телебаченні.
1981 року повернувся до України. Проживав у Харкові, викладав у Харківському музичному училищі ім. Б. Лятошинського. Протягом 1998—2003 років очолював Харківську організацію Спілки композиторів України.
Помер у Львові перебуваючи в евакуації.
В музиці тяжів до симфонічних і камерних жанрів, користувався помірковано модерною музичною мовою, використовував розширену тональність, елементи атональности і джазу. Написав понад 20 творів для тромбона у творчому співробітництві з харківським тромбоністом Олегом Федорківим.
Серед творів:
- «Реквієм» для хору, солістів та оркестру
- «Симфонія духів»
- програмні фортепіанні сонати «Невирішенні діалоги», «Оргії при затемненні Місяця», «Диявол та Христос».

## Відзнаки
2003 року відзначений Премією імені Бориса Лятошинського.